# 릭 플레어

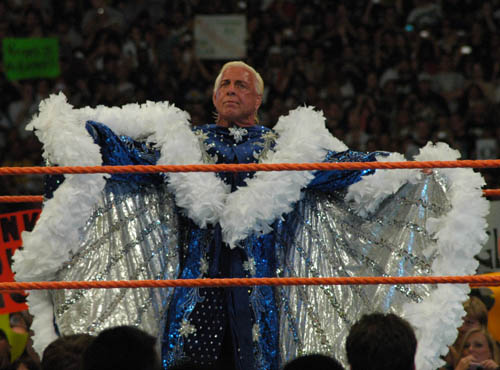
2008년도의 릭 플레어

릭 플레어(Ric Flair, 1949년 2월 25일 ~ )는 미국의 전 프로레슬링선수다. 네이처 보이(Nature Boy)라는 별명을 가지고 있다. 피니쉬는 피겨 포 레그락으로 두가지를 사용을 한다. 자녀인 데이비드 플레어(David Flair), 애쉴리 플레어(Ashley Fliehr), 레이드 플레어(Reid Flair)도 프로레슬링선수다.
본명은 리처드 모건 플레어(Richard Morgan Fliehr)다. 미니애폴리스에서 태어나 샬럿에서 자랐다. 1972년 프로레슬링에 입문했고 챔피언 수상 경력으로는 WWF 챔피언 2회 NWA 미드 아틀란틱 태그 팀 챔피언 3회 NWA 미드 아틀란틱 헤비웨잇 챔피언 3회 NWA 월드 태그팀 챔피언 3회 NWA 월드 헤비웨잇 챔피언 9회 WCW 인터내셔널 월드 헤비웨잇 챔피언 2회 WCW 월드 헤비웨잇 챔피언 8회로 통산 21회의 세계 타이틀을 보유했었다.WWE에서는 16회 세계 챔피언으로 불린다.
지금도 많은 사랑을 받고 있는 프로레슬링 선수로 미국 프로레슬링에서는 찹 공격을 할 때 관객들이 그가 자주 쓰는 말인 "Wooooooooo"를 합창하는 것으로 그의 존재감을 실감할 수 있다. 2008년 WWE 명예의 전당에 올랐으나 WWE 레슬메니아 24에서 그의 커리어가 걸린 경기의 상대 숀 마이클스에게 패하여 2008년 3월 31일 WWE RAW에서 은퇴하였다. 그러나 은퇴한 지 1년 3개월만에 WWE RAW 2009년 6월 1일 복귀를 하면서 랜디 오턴과 주차장 매치로 대결을 했으나 더 레거시 멤버(테드 디비아시 주니어, 코디 로즈)들이 등장을 해 당하고 말았다. 3개월후 호주에서 헐크 호건과 싱글 매치를 가짐으로써 다시 선수로 복귀 하였다. TNA에서 자신이 결성한 그룹 포튠을 배반하고 악역으로 활동했었다. 키는 173cm 몸무게는 84kg이다. 피니쉬 무브로는 그의 시그네이쳐와 같은 '피겨 포 레그 락'이 있다. 즐겨 쓰는 기술로는 찹(Chob)이 있다.

## 수상
- NWA 월드 헤비웨이트 챔피언 9회
- NWA 유나이티드 스테이츠 헤비웨이트 챔피언 (미드 아틀란틱 버전) 5회
- NWA 미드 아틀란틱 텔레비전 챔피언 2회
- NWA 월드 태그팀 챔피언 (미드 아틀란틱 버전) 3회
- NWA 미드 아틀란틱 태그팀 챔피언 3회
- NWA 미드 아틀란틱 헤비웨이트 챔피언 3회
- NWA 미주리 헤비웨이트 챔피언 1회
- WCW 월드 헤비웨이트 챔피언 8회
- WCW 유나이티드 스테이츠 헤비웨이트 챔피언 1회
- WCW 인터내셔널 월드 헤비웨이트 챔피언 2회
- WCW 1번째 트리플크라운
- WWE 챔피언 2회
- WWE 인터콘티넨탈 챔피언 1회
- WWE 월드 태그팀 챔피언 (구 버전) 3회
- 1992 WWF 로열 럼블 우승
- WWE 13번째 트리플크라운
- 2008 WWE 명예의 전당 헌액
- 2012 WWE 명예의 전당 헌액 (포 호스맨)